# François Clément Ternaux
Pour les articles homonymes, voir Ternaux.
François Clément Ternaux, né à Roclincourt le 24 mars 1862 et mort à Charenton-le-Pont le 3 août 1938, est un homme politique français.
Il est membre du parti communiste français, maire de Charenton-le-Pont et député de la Seine de 1924 à 1928.

## Biographie
Fils du tonnelier François Ternaux (né en 1826) et de Flavie Plouvier (née en 1832), François Clément Ternaux épouse en premières noces Marie Mathilde Rose Dugois. Devenu veuf, il épouse Marie Constance Adolphine Roger (née le 3 février 1882) sans contrat de mariage en secondes noces le 28 février 1914 à Charenton-le-Pont.
Il est tour à tour, tonnelier, marchand de vins, et débitant de tabacs à Alfort[Quoi ?], puis à Charenton-le-Pont, ainsi que restaurateur.[réf. nécessaire]
François Clément Ternaux adhère en 1895 à l'Union syndicale des débitants de vins et liqueurs de Paris et de la banlieue. Il est inscrit également à la mutuelle de l'Union.
Il est un militant convaincu, membre fondateur des groupes ouvriers : Parti ouvrier socialiste révolutionnaire de Charenton et Saint-Maurice en 1887, puis d'Alfortville la même année et d'Alfort en 1889. Il s'inscrit au Parti socialiste (SFIO) en 1919 et rallie le Parti communiste français l'année suivante, dont il sera exclu en 1928 pour indiscipline.

## Mandats et fonctions
- Conseiller d'arrondissement de Sceaux[Quand ?].
- Conseiller municipal de Charenton-le-Pont de 1912 à 1925.
- Maire-adjoint de Charenton-le-Pont 1912 à 1914.
- Maire de Charenton-le-Pont de 1914 à 1917.
- Député de la 4e circonscription de la Seine sous la liste du bloc Ouvrier paysan étiquette communiste, de 1924 à 1928. Il est élu avec la plus forte moyenne par 105 444 voix sur 342 584 votants[1].

François Clément Ternaux siége à la Commission d'Alsace-Lorraine de 1924 à 1926 et à la Commission des comptes définitifs et des économies. Il intervient dans le projet de loi visant à modifier la loi du 2 mars 1924 relative aux dommages de guerre, et dans un projet de loi portant abrogation d'une convention relative aux bons du Trésor français escomptés par avance par l'État à des gouvernements étrangers.
Il ne se présente pas aux élections législatives du 22 avril 1928.